# 최아
최아(崔雅, ? ~ ?)는 전한의 관료로, 태상 최욱의 손자이다.

## 행적
광록훈을 지냈으며, 시호를 사(嗣)라 하였다. 아들로 양주자사 최충이 있었다고 하나, 작위 승계에 관한 기록이 없어서 최중이 작위를 이었는지는 알 수 없다.
최아는 오로지 《신당서》에서만 존재가 확인되는 인물로, 《사기》 · 《한서》 등 전한 관련 사료에서는 보이지 않는다. 동래후 또한 사기 · 한서에는 분봉 기록이 없는 것으로 보아, 신빙성은 낮다.

## 출전
구양수 외, 《신당서》 권72상 재상세계2 上
| 전임 (불명) | 전한의 광록훈 ? ~ ? | 후임 (불명) |

| 전임 아버지 동래목후 최소 | 전한의 동래후 ? ~ ? | 후임 (불명) |